# فيصل نيني
فيصل نيني (بالفرنسية: Fayçal Nini)‏ هو لاعب كرة قدم فرنسي في مركز الوسط، ولد في 10 أغسطس 1986 في آرمنتيير في فرنسا. لعب مع نادي ليل ونيا سلاميس فاماغوستا.